# Imanol Viar
Imanol Viar Bilbao (Bilbao, 19 de junio de 1921 - 3 de junio de 2007) fue un futbolista español que jugaba como defensa.
Era hermano de Nico Viar, que fue primer vicepresidente de la Federación Vizcaína de Rugby, creada en 1946, y del Athletic Club bajo el mandato de Pedro Aurtenetxe.

## Trayectoria
El 15 de enero de 1939 debutó con el Athletic Club en el Campeonato Regional. El 3 de diciembre de ese mismo año debutó en Primera División, primera tras la finalización de la Guerra civil española. En su primera campaña fue uno de los referentes de la plantilla, siendo titular en dieciocho de las veintidós jornadas. Sin embargo, su participación en las siguientes tres temporadas fue disminuyendo hasta su retirada en 1943.

## Clubes
| Club          | País   | Año       |
| ------------- | ------ | --------- |
| Athletic Club | España | 1939-1943 |

## Palmarés
- Primera División (1943).
- Copa del Generalísimo (1943).